# Kazimierz Górski
Kazimierz Klaudiusz Górski (Leópolis, 2 de marzo de 1921-Varsovia, 23 de mayo de 2006) fue un futbolista y entrenador de fútbol polaco.

## Trayectoria
Jugó como delantero en varios clubes de Leópolis antes de la Segunda Guerra Mundial. En 1945 fichó por el Legia Varsovia, donde jugó hasta el fin de su carrera en 1953. El 26 de junio de 1948 jugó su único partido con la selección polaca frente a Dinamarca, en el cual Polonia perdió por 8-0.
En 1954 ocupó el puesto de entrenador del Marymont Varsovia. Después trabajó en el Legia (1959 y 1960-1962), en el Lublinianka Lublin (1963-1964) y en el Gwardia Varsovia (1964-1966).
Entre los años 1956 y 1970 fue también entrenador de las selecciones juveniles de Polonia, y desde 1970 el entrenador de la selección absoluta. Con ella ganó la medalla de oro en los Juegos Olímpicos de Múnich, el tercer puesto en la Copa Mundial de Fútbol de 1974 y la medalla de plata en los Juegos Olímpicos de Montreal. En total, la selección polaca jugó 73 partidos con Górski, de los cuales ganó 45.
En 1976 fue cesado y marchó a Grecia, donde trabajó para el Panathinaikos FC, el Kastoria FC, el Olympiacos FC y el PAE Ethnikos. Con el Panathinaikos y el Olimpiakos ganó varios campeonatos de Grecia.
En 1986 volvió a Polonia y trabajó para la Asociación Polaca de Fútbol (PZPN), siendo presidente de la misma entre los años 1991 y 1995. En 2000 fue elegido el mejor entrenador polaco del siglo XX por la revista especializada Piłka Nożna.
Murió de cáncer el 23 de mayo de 2006, un año después del fallecimiento de su esposa Maria.
- Datos: Q383773
- Multimedia: Kazimierz Górski / Q383773